# Nazionale maschile di hockey su pista dell'Uruguay
La nazionale di hockey su pista dell'Uruguay è la selezione maschile di hockey su pista che rappresenta l'Uruguay in ambito internazionale.

Attiva dal 1954, opera sotto la giurisdizione della Federazione di pattinaggio dell'Uruguay.

Al 31 dicembre 2015 occupa il 20º posto nel ranking  FIRS.

## Palmarès
- Campionato Sudamericano/Coppa America: 
  -  2º posto: 1954, 1956
  -  3º posto: 1959, 1963

## Risultati

### Campionato del mondo
| Edizione | Sede/i                         | Piazzamento      | G  | V | N | P |      |
| 1936     | Stoccarda                      | Non partecipante | -  | - | - | - | n.d. |
| 1939     | Montreux                       | Non partecipante | -  | - | - | - | n.d. |
| 1947     | Lisbona                        | Non partecipante | -  | - | - | - | n.d. |
| 1948     | Montreux                       | Non partecipante | -  | - | - | - | n.d. |
| 1949     | Lisbona                        | Non partecipante | -  | - | - | - | n.d. |
| 1950     | Milano                         | Non partecipante | -  | - | - | - | n.d. |
| 1951     | Barcellona                     | Non partecipante | -  | - | - | - | n.d. |
| 1952     | Porto                          | Non partecipante | -  | - | - | - | n.d. |
| 1953     | Ginevra                        | Non partecipante | -  | - | - | - | n.d. |
| 1954     | Barcellona                     | 11º posto        | 14 | 5 | 0 | 9 | Rosa |
| 1955     | Milano                         | Non partecipante | -  | - | - | - | n.d. |
| 1956     | Porto                          | Non partecipante | -  | - | - | - | n.d. |
| 1958     | Porto                          | Non partecipante | -  | - | - | - | n.d. |
| 1960     | Madrid                         | Non partecipante | -  | - | - | - | n.d. |
| 1962     | Santiago del Cile              | 6º posto         | 9  | 3 | 1 | 5 | Rosa |
| 1964     | Barcellona                     | 9º posto         | 9  | 1 | 2 | 6 | Rosa |
| 1966     | San Paolo                      | Non partecipante | -  | - | - | - | n.d. |
| 1968     | Porto                          | Non partecipante | -  | - | - | - | n.d. |
| 1970     | San Juan                       | Non partecipante | -  | - | - | - | n.d. |
| 1972     | La Coruña                      | Non partecipante | -  | - | - | - | n.d. |
| 1974     | Lisbona                        | Non partecipante | -  | - | - | - | n.d. |
| 1976     | Oviedo                         | Non partecipante | -  | - | - | - | n.d. |
| 1978     | San Juan                       | Non partecipante | -  | - | - | - | n.d. |
| 1980     | Talcahuano e Santiago del Cile | Non partecipante | -  | - | - | - | n.d. |
| 1982     | Barcelos e Lisbona             | Non partecipante | -  | - | - | - | n.d. |
| 1984     | Novara                         | Non partecipante | -  | - | - | - | n.d. |
| 1986     | Sertãozinho                    | Non partecipante | -  | - | - | - | n.d. |
| 1988     | La Coruña                      | Non partecipante | -  | - | - | - | n.d. |
| 1989     | San Juan                       | Non partecipante | -  | - | - | - | n.d. |
| 1991     | Braga e Porto                  | Non partecipante | -  | - | - | - | n.d. |
| 1993     | Bassano, Lodi e Sesto S.G.     | Non partecipante | -  | - | - | - | n.d. |
| 1995     | Recife                         | Non partecipante | -  | - | - | - | n.d. |
| 1997     | Wuppertal                      | Non partecipante | -  | - | - | - | n.d. |
| 1999     | Reus                           | Non partecipante | -  | - | - | - | n.d. |
| 2001     | San Juan                       | 15º posto        | 5  | 0 | 0 | 5 | Rosa |
| 2003     | Oliveira de Azeméis            | Non partecipante | -  | - | - | - | n.d. |
| 2005     | San Jose                       | Non partecipante | -  | - | - | - | n.d. |
| 2007     | Montreux                       | Non partecipante | -  | - | - | - | n.d. |
| 2009     | Pontevedra e Vigo              | Non partecipante | -  | - | - | - | n.d. |
| 2011     | San Juan                       | Non partecipante | -  | - | - | - | n.d. |
| 2013     | Luanda e Namibe                | 16º posto        | 6  | 0 | 0 | 6 | Rosa |
| 2015     | La Roche-sur-Yon               | Non partecipante | -  | - | - | - | n.d. |

### Campionato del mondo B
| Edizione | Sede/i            | Piazzamento      | G  | V | N | P |      |
| 1984     | Parigi            | Non partecipante | -  | - | - | - | n.d. |
| 1986     | Città del Messico | Non partecipante | -  | - | - | - | n.d. |
| 1988     | Bogotà            | Non partecipante | -  | - | - | - | n.d. |
| 1990     | Macao             | Non partecipante | -  | - | - | - | n.d. |
| 1992     | Andorra la Vella  | Non partecipante | -  | - | - | - | n.d. |
| 1994     | Santiago del Cile | 11º posto        | 7  | 3 | 1 | 3 | Rosa |
| 1996     | Veracruz          | 14º posto        | 10 | 2 | 2 | 6 | Rosa |
| 1998     | Macao             | Non partecipante | -  | - | - | - | n.d. |
| 2000     | Chatham           | 4º posto         | 6  | 3 | 0 | 3 | Rosa |
| 2002     | Montevideo        | 4º posto         | 5  | 3 | 0 | 2 | Rosa |
| 2004     | Macao             | Non partecipante | -  | - | - | - | n.d. |
| 2006     | Montevideo        | 7º posto         | 5  | 3 | 0 | 2 | Rosa |
| 2008     | Vanderbijlpark    | 6º posto         | 6  | 3 | 0 | 3 | Rosa |
| 2010     | Dornbirn          | 6º posto         | 8  | 4 | 0 | 4 | Rosa |
| 2012     | Canelones         | 4º posto         | 7  | 3 | 0 | 4 | Rosa |
| 2014     | Canelones         | 5º posto         | 6  | 4 | 0 | 2 | Rosa |

### Campionato sudamericano / Coppa America
| Edizione | Sede/i            | Piazzamento      | G | V | N | P |      |
| 1954     | San Paolo         | 2º posto         | 3 | 2 | 0 | 1 | Rosa |
| 1956     | Santiago del Cile | 2º posto         | 4 | 3 | 0 | 1 | Rosa |
| 1959     | Montevideo        | 3º posto         | 4 | 1 | 2 | 1 | Rosa |
| 1963     | Buenos Aires      | 3º posto         | 3 | 1 | 1 | 1 | Rosa |
| 1966     | Concepción        | Non partecipante | - | - | - | - | n.d. |
| 1967     | Mendoza           | 4º posto         | 4 | 0 | 3 | 1 | Rosa |
| 1969     | Medellín          | 4º posto         | 4 | 1 | 1 | 2 | Rosa |
| 1971     | San Paolo         | 4º posto         | 3 | 0 | 0 | 3 | Rosa |
| 1973     | Montevideo        | 4º posto         | 3 | 0 | 0 | 3 | Rosa |
| 1975     | Mar del Plata     | Non partecipante | - | - | - | - | n.d. |
| 1977     | Santiago del Cile | Non partecipante | - | - | - | - | n.d. |
| 1979     | Santos            | Non partecipante | - | - | - | - | n.d. |
| 1981     | Maldonado         | 4º posto         | 4 | 0 | 1 | 3 | Rosa |
| 1984     | San Juan          | 4º posto         | 3 | 0 | 0 | 3 | Rosa |
| 1985     | Santiago del Cile | 4º posto         | 3 | 0 | 0 | 3 | Rosa |
| 1987     | Sertãozinho       | Non partecipante | - | - | - | - | n.d. |
| 1990     | Tres Arroyos      | Non partecipante | - | - | - | - | n.d. |
| 2004     | Viña del Mar      | 4º posto         | 3 | 0 | 0 | 3 | Rosa |
| 2007     | Recife            | Non partecipante | - | - | - | - | n.d. |
| 2008     | Buenos Aires      | 5º posto         | 5 | 1 | 0 | 4 | Rosa |
| 2010     | Vic               | 6º posto         | 5 | 2 | 0 | 3 | Rosa |